# Amt Wittstock

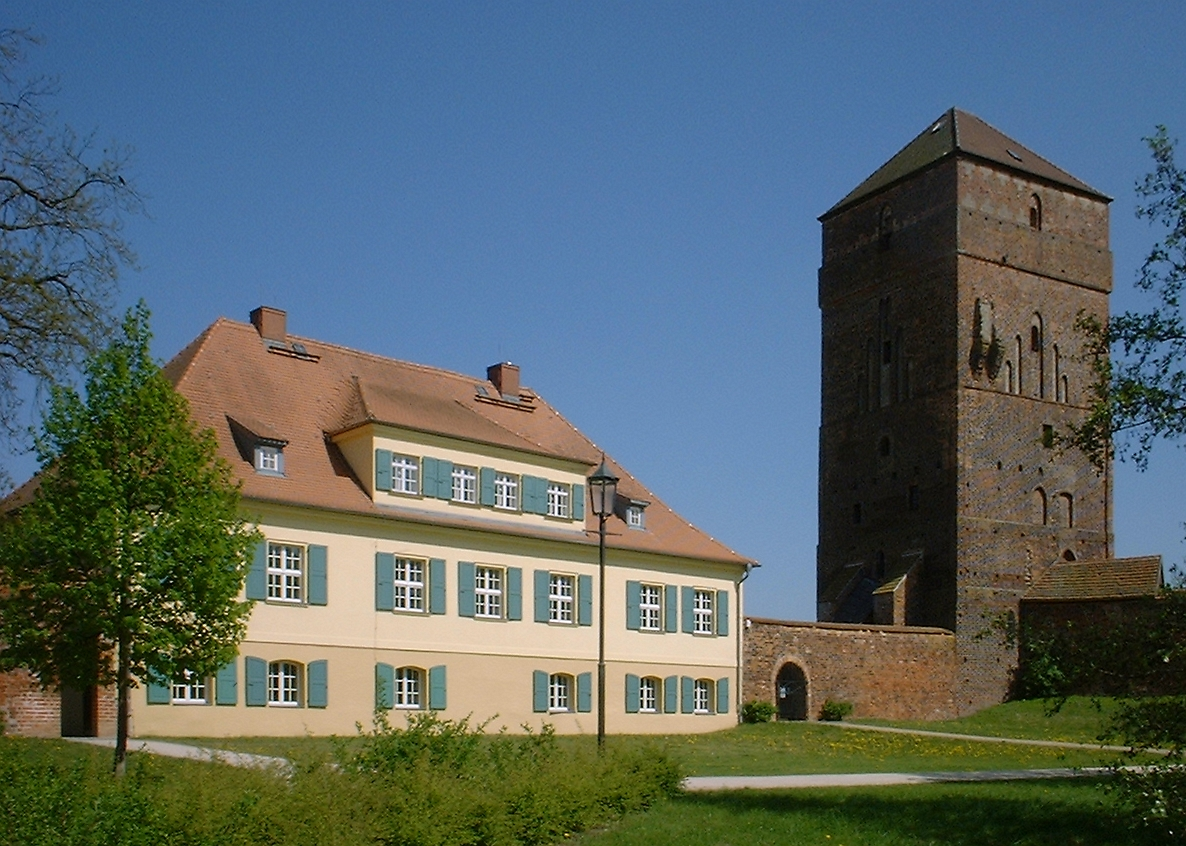
Bürgermeisterhaus und Amtsturm der alten Bischofsburg in Wittstock/Dosse, Sitz des Amtes Wittstock

Das Amt Wittstock war ein kurfürstlich-brandenburgisches, später königlich-preußisches Domänenamt, das ursprünglich auf eine Verwaltungseinheit des Hochstiftes Havelberg, ebenfalls Amt Wittstock genannt, zurückgeht. 1571 wurde das Hochstift Havelberg mit dem Kurfürstentum Brandenburg vereinigt. 1786 wurde der Sitz des Amtes auf die Burg Goldbeck verlegt. 1872 wurde das Amt Wittstock aufgelöst.

## Geschichte
Die Burg Wittstock gehörte bereits um 1150 zum ursprünglichen weltlichen Besitz des Bischofs von Havelberg (Hochstift Havelberg). Die um 1240 angelegte Stadt Wittstock und die Burg wurden ab ca. 1270 zur bischöflichen Residenz. Erst mit der Einverleibung des Hochstiftes Havelberg in die Mark Brandenburg 1571 durch Kurfürst Johann Georg wurde Wittstock kurfürstliche Mediat- oder Amtsstadt, oder anders ausgedrückt, erst ab 1571 gehörte Wittstock zur Mark Brandenburg.
Im ausgehenden Mittelalter gliederte sich das Hochstift Havelberg verwaltungstechnisch in vier Ämter: Amt Wittstock, Amt Plattenburg, Amt Schönhausen und das Amt Bellin (früher auch Ländchen Bellin genannt). 1553 kam das Hochstift Havelberg (und damit auch die vier hochstiftischen Ämter) in kurfürstlich-brandenburgische Verwaltung, blieb aber zunächst noch als Verwaltungseinheit bestehen. Erst 1571 vereinigte Markgraf Joachim Georg das Hochstift Havelberg auch formal mit dem Kurfürstentum Brandenburg (bzw. der Kurmark). Die Ämter des Hochstiftes wurden dem kurfürstlichen Domanialbesitz zugeschlagen. Das Amt Wittstock umfasste die Burg Wittstock und ihr Zubehör, die Stadt Wittstock, die Dörfer Biesen, Dossow, Klein-Haßlow, Papenbruch, Teetz, Wernikow und Wulfersdorf, Anteile an den Dörfern Blandikow, Glienicke, Jabel und die wüsten Feldmarken Damelow, Eggersdorf, Ferchow, Lellichow, Podarft, Steckelsdorf und Woltersdorf sowie die Schäfereien Bohnenkamp und Neu-Daber. 1770 musste die Justizverwaltung an das Justizamt Wusterhausen an der Dosse abgegeben werden.
1786 wurde der Amtssitz von der Burg Wittstock auf die Burg Goldbeck verlegt, ohne dass die Ämter offiziell vereinigt wurden. Sie wurden weiterhin getrennt verwaltet, teils auch in Personalunion. Amtspächter und dann Amtsleute stellte die Familie Freyer, mit Gutsbesitz in Goldbeck und folgend auch in Hoppenrade ausgestattet, dann Freier und seit 1840 nobilitiert als von Freier.

## Amtsangehörige Orte
1817 gehörten zum Amt Wittstock folgende Orte:
- Biesen (Dorf und adliges Gut) (heute ein Ortsteil der Stadt Wittstock/Dosse)
- Blandikow (Blantikow, Dorf) (heute ein Ortsteil der Gemeinde Heiligengrabe). 1685 gab das Amt Goldbeck seine Anteile am Dorf an das Amt Wittstock ab, während das Amt Wittstock seine Anteile am Dorf Groß-Haßlow an das Amt Goldbeck gab. Um 1817 gehörte ganz Blandikow zum Amt Wittstock.
- Bohnenkamp (Amtsvorwerk und Etablissement) (heute in Wittstock/Dosse aufgegangen, etwa Rosa-Luxemburg-Straße 38 bis 42)
- Borksche Mühle (Borcksche Mühle, Wassermühle, nahe bei Lellichow) (existiert nicht mehr, lag am Weg von Bork nach Lellichow, am Übergang über die Klempnitz)
- Dossow (auch Dosse, Dorf) (heute ein Ortsteil der Stadt Wittstock/Dosse)
- Glienicke (Glienecke, Dorf) (heute ein Gemeindeteil der Gemeinde Heiligengrabe). Ein Freibauernhof mit 2 Hufen gehörte zum Gut Jabel.
- Groß Haßlow (Groß Hasslow, Dorf) (heute ein Ortsteil der Stadt Wittstock/Dosse). 1685 gab das Amt seine Anteile an das Amt Goldbeck ab, während das Amt Goldbeck seine Anteile am Dorf Blandikow an das Amt Wittstock abgab. 1817 hatte das Amt Wittstock keinen Besitz mehr in Groß Haßlow.
- Heinrichsdorf (Kolonie) (heute ein Gemeindeteil der Stadt Wittstock/Dosse). 1776 wurde hier auf Amtsgebiet eine Kolonie angelegt.
- Jabel (Jaabel, Dorf und Gut) (heute ein Ortsteil der Gemeinde Heiligengrabe). Der Rittersitz mit 4 Hufen gehörte dem in Jabel ansässigen Amtmann Schirmann.
- Klein Haßlow (Klein Hasslow, Dorf) (heute ein Gemeindeteil der Stadt Wittstock/Dosse)
- Kuhlmühle (Kuhlmühle, Wassermühle unweit Seveckow) (heute Wohnplatz im Ortsteil Dranse, Stadt Wittstock/Dosse)
- Lellichow (Lellchow, Kolonie) (heute ein Ortsteil der Stadt Kyritz). Das mittelalterliche Dorf war bis 1438 wüst gefallen. Die Feldmark des wüsten Dorfes war im 16. Jahrhundert gedrittelt worden. 1697 wurde hier (wieder) eine Wassermühle (Borksche Mühle) errichtet, 1731 kam ein Vorwerk hinzu, und 1776/7 eine Büdnerkolonie. Das neuzeitliche Lellichow lag aber nicht an der ursprünglichen Dorfstelle, und die Gemarkung umfasste nur noch ein Drittel der ursprünglichen Feldmark.
- Papenbruch (Papenbrock, Dorf) (heute ein Ortsteil der Gemeinde Heiligengrabe)
  - Rote Mühle (Rothe Mühle, Wassermühle) (heute ein Wohnplatz der Stadt Wittstocke/Dosse), 15 Einw.
- Scharfenberg, Krug und Wassermühle (heute zwei, ca. 2,5 km voneinander getrennte Wohnplätze Scharfenberg und Scharfenberger Mühle der Stadt Wittstock/Dosse)
- Teetz (Dorf) (heute ein Ortsteil der Stadt Kyritz)
- Wernikow (Wernickow, Dorf) (Ortsteil der Gemeinde Heiligengrabe)
- Amt Wittstock, Amt (in Wittstock/Dosse aufgegangen)
- Burg Wittstock, Häuser (lag im Bereich der ehemaligen Burg, am Südende der Stadt, in Wittstock/Dosse aufgegangen)
- Wulfersdorf (Dorf) (heute ein Ortsteil der Stadt Wittstock/Dosse)

## Amtleute
- 1603 Isaak Kracht, Oberster und Hauptmann zu Zechlin, Wittstock und Lindow[4]

- 1632 Gabriel von der Weyde[5]

- 1775 Friedrich Emanuel Schubarth, Amtmann[6]
- 1798 Frau Pistor, Amtsräthin[7]
- 1818 Freyer, Beamter[8]
- 1843 (Johann Wilhelm) v. Freier (v. Freyer)[9][10][11][12]

## Belege

## Anmerkung
1. ↑  Nach Beck u. a.: Behörden und Institutionen. S. 209/210 und Schulze, Brandenburgische Ämter, S. 69, wurde das Amt Wittstock mit Sitz auf der Burg Wittstock im Jahre 1786 mit dem Amt Goldbeck vereinigt, der Amtssitz von der Burg Wittstock nach der Burg Goldbeck verlegt. Dies ist nicht ganz korrekt. Zeitgenössische Publikationen führen die Ämter Goldbeck und Wittstock auch nach 1786 weiterhin separat auf, so Bratring, Krug & Mützell, Leopold von Ledebur, die Handbücher des Königlich Preußischen Hof und Staates und das Ortschaftsverzeichnis von 1817. Die beiden Ämter wurden nun zwar beide von der Burg Goldbeck aus verwaltet, jedoch weiterhin von zum Teil verschiedenen Amtleuten als separate Ämter geführt. Nach dem Handbuch über den königlich preussischen Hof und Staat für das Jahr 1798 wurde das Amt Goldbeck vom Herrn Amtsrat Pistor verwaltet, das Amt Wittstock von Frau Pistor, Amtsrätin(!).

Koordinaten: 53° 10′ N, 12° 29′ O